# 政府宮 (利沃夫)

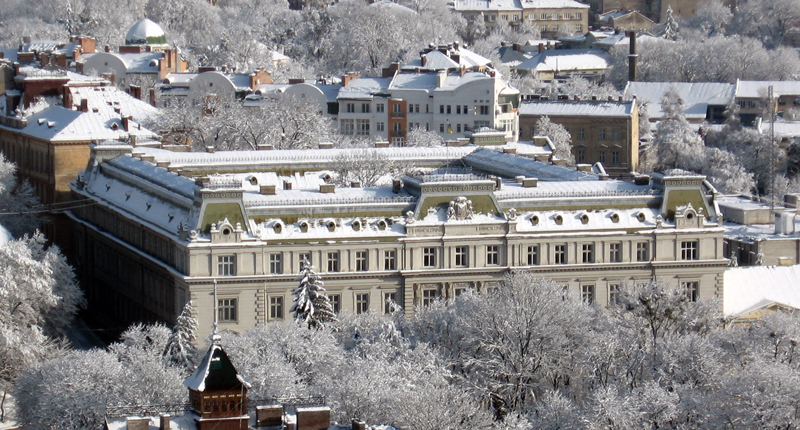
政府宮

政府宮（烏克蘭語：Будинок Галицького намісництва）是烏克蘭城市利沃夫的一座建築，也是利沃夫州政府的辦公場所。政府宮是一座新文藝復興式建築，建築的中心部分有由萊昂納德·馬可尼（Leonard Marconi）設計的大階梯。現在政府宮的前面有维亞切斯拉夫·喬諾維爾的雕像。他在1990年代初期曾擔任這一地區的領導人。